# Inmigración croata en Colombia
La inmigración croata en Colombia se refiere al movimiento migratorio desde Croacia hacia Colombia.

## Historia
Durante las primeras décadas del siglo XIX, algunos croatas dejaron su país de origen con rumbo a América del Sur por razones económicas y políticas. El primer destino sudamericano para los inmigrantes croatas fue Argentina y Chile, seguido de Brasil, Perú, Bolivia, Paraguay, Venezuela y Ecuador. Su presencia en Chile y Argentina ha sido muy numerosa, mientras que otras naciones en el continente fueron más pequeñas. Por otro lado, Colombia recibió un mínimo de inmigrantes croatas. A mediados del siglo XX, un gran número de croatas huyeron del imperio austrohúngaro y de la antigua Yugoslavia a Colombia. En cuanto a los inmigrantes croatas que llegaron a Colombia, mantuvieron idioma hasta que comenzaron a asimilarse y adoptar el español.